# Agaporomorphus mecolobus
Agaporomorphus mecolobus är en skalbaggsart som beskrevs av K. B. Miller 2001. Agaporomorphus mecolobus ingår i släktet Agaporomorphus och familjen dykare. Inga underarter finns listade i Catalogue of Life.